# 喀拉拉邦條鰍
喀拉拉邦條鰍（學名：Nemacheilus keralensis）為輻鰭魚綱鯉形目條鰍科條鰍屬的其中一種。被IUCN列為易危保育類動物，分布於亞洲印度喀拉拉邦淡水流域，體長可達5.3公分，棲息在礫石底質的河川底層水域，生活習性不明。

## 扩展阅读
維基物種上的相關：喀拉拉邦條鰍